# Christel Hopf
Christel Hopf (* als Christel Dietze, 27. Oktober 1942 in Hamburg; † 23. Juli 2008 in Berlin) war eine deutsche Soziologin.
Ihre Arbeitsgebiete waren Bildungssoziologie und Sozialisationsforschung, Autoritarismus- und Rechtsextremismusforschung, Organisationssoziologie und qualitative Methoden der empirischen Sozialforschung.

## Leben
Nach einem Studium der Soziologie in Hamburg und an der Freien Universität Berlin (Diplom 1969, Promotion zum Dr. phil. 1973) arbeitete sie 1974 bis 1989 am Max-Planck-Institut für Bildungsforschung in Berlin, habilitierte sich von dort aus 1982 an der FU und wurde 1989 als Universitäts-Professorin an die Universität Hildesheim berufen, wo sie 2007 emeritiert wurde.
Sie arbeitete im Vorstand der Deutschen Gesellschaft für Soziologie, wo sie sich besonders um den gemeinsamen „Ethikcode“ der deutschen soziologischen Fachgesellschaften verdient machte und bei der Gründung der Sektion „Qualitative Methoden der Sozialforschung“ mitwirkte. Ferner war sie in unterschiedlichen Gremien der Deutschen Forschungsgemeinschaft, der Hans-Böckler-Stiftung und anderer Einrichtungen der Forschungsförderung tätig.
Sie war mit Wulf Hopf verheiratet.

## Ausgewählte Publikationen

### Monographien
- 1974: Gewerkschaftliches Bewußtsein in staatlichen Bürokratien; [Phil. Diss.]
- 1976 (mit Wulf Hopf): Gleichgültigkeit und Identifikation als Kategorien zur Analyse von Klassenbewußtsein, in: „Probleme des Klassenkampfes“
- 1978: Die Pseudo-Exploration, in: „Zs. f. Soziologie“
- 1980 (mit Knut Nevermann und Ingo Richter): Schulaufsicht und Schule. Eine empirische Analyse der administrativen Bedingungen schulischer Erziehung
- 1980 (mit Knut Nevermann und Ingrid Schmidt): Wie kamen die Nationalsozialisten an die Macht? Eine empirische Analyse von Deutungen im Unterricht
- 1995 (mit Peter Rieker u. a.): Familie und Rechtsextremismus
- 1997 (mit Wulf Hopf): Familie, Persönlichkeit, Politik. Eine Einführung in die politische Sozialisation
- 2007: Frühe Bindungen und Sozialisation. Eine Einführung

### Herausgaben
- 1979 (mit Elmar Weingarten): Qualitative Sozialforschung, ³1993
- 2001 (mit Myriam Hartwig): Liebe und Abhängigkeit
- 2007 (mit Gertrud Nunner-Winkler): Frühe Bindungen und moralische Entwicklung. Aktuelle Befunde zu psychischen und sozialen Bedingungen moralischer Eigenständigkeit